# Hieroglyfer

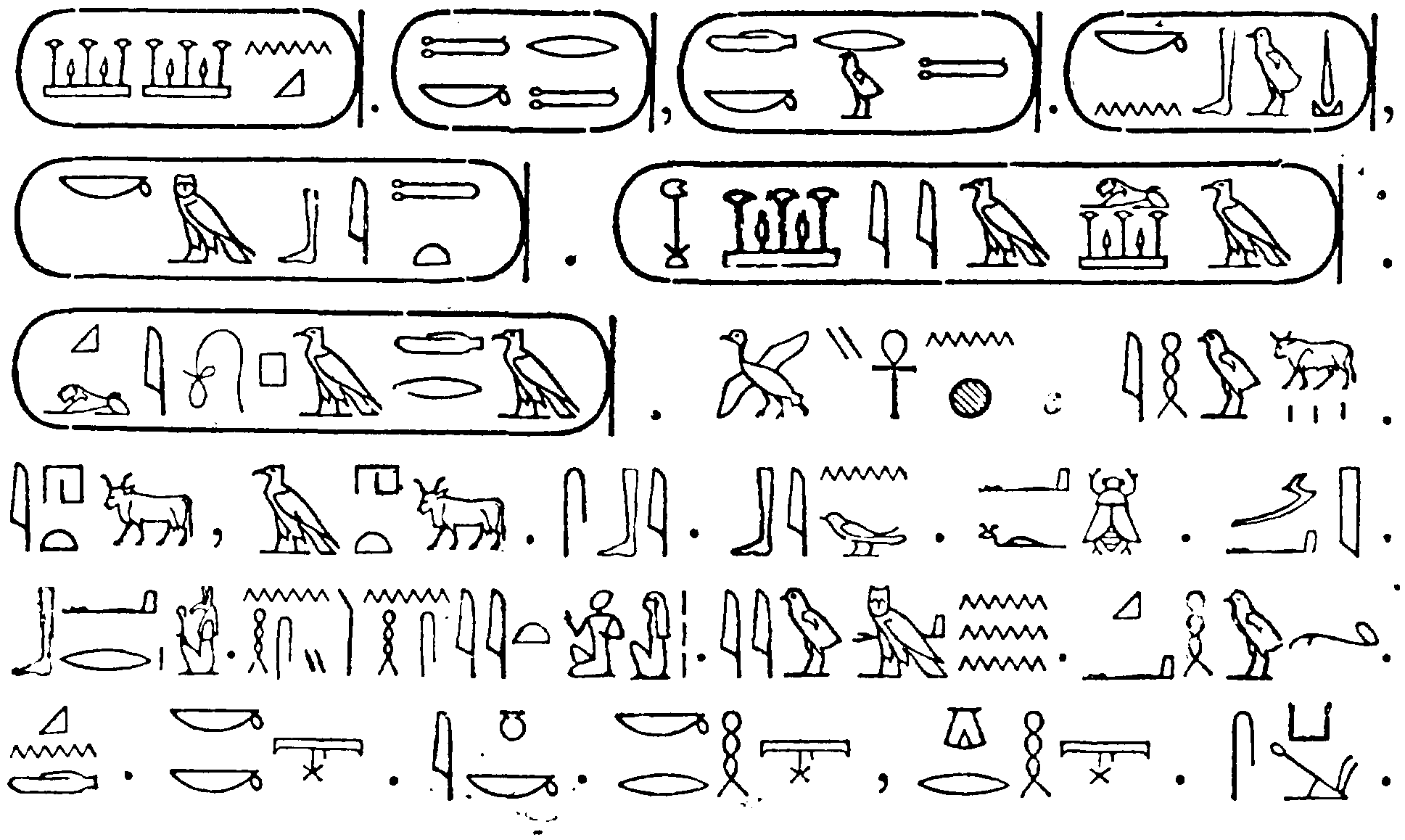
Fornegyptiska hieroglyfer, inom ram så kallade kartuscher med regentnamn

Hieroglyfer, grekiska hieroglyphikos (heliga tecken), kallas den fornegyptiska bildskriften. Totalt fanns cirka 800 tecken, vilka uttryckte ord, bokstäver eller bokstavskombinationer. Några få andra bildskrifter benämns också som hieroglyfer - hettiter/luviers skrift i den Främre Orienten och den minoiska kulturens på Kreta. Minoerna använde sig av en bildskrift, som senare utvecklades till Linear A och dess efterföljare Linear B. Även dessa brukar betecknas som hieroglyfiska.
Annan bildskrift benämns ibland felaktigt som hieroglyfer, när de mer korrekt bör kallas enbart glyfer. Det gäller till exempel mayas skrift i Mellanamerika. Kinesisk skrift heter i Japan kanji och kallas aldrig för hieroglyfer.

## Egyptiska teckens uppbyggnad
Hieroglyfskriften uppstod förmodligen efter inflytande av kilskriften ca 3000 år f.Kr. Ett enskilt hieroglyftecken kan ha tre olika funktioner beroende på sammanhanget: logogram eller ideogram (återger ett ord), fonogram (återger konsonantljud) eller determinativ (klassificerar det redan skrivna ordet). I likhet med de allra flesta semitiska språk återges endast språkets konsonanter (alltså ej vokalerna) i hieroglyfskriften. Detta skapade problem när Alexander den store invaderade Egypten, han och hans efterföljande regenter var tvungna att översätta sina namn till hieroglyfer så fort det gällde att förmedla ett budskap till det vanliga folket som i regel inte kunde grekiska. Då dyker förstås frågan upp: lxsndr, hur uttalar man det? Alexander den store ville inte att det vanliga folket skulle kalla sin regent för till exempel Olaxyndir så man gjorde om hieroglyferna och lade till de vokaler som behövdes. Endast omkring ett hundratal tecken användes regelbundet, men man räknar med användandet av ca. 800 tecken under klassisk tid.

### Skriftens utveckling
Hieroglyferna kom främst att användas till officiella inskriptioner på tempelväggar, i gravar och på konstföremål. För skrivandet av texter med mer vardagliga ämnen (brev, kvitton och dylikt) använde egyptierna hieratisk skrift och demotisk skrift (grekiska folklig skrift) och skrev dessa istället med bläck på papyrus. Denna kursiva skrift utarbetades av skrivarna ur hieroglyfskriften för att kunna skriva enklare och snabbare. Från de egyptiska hieroglyferna utvecklades även den så kallade proto-sinaitiska skriften av semiter, vilken senare på omvägar kom att utvecklas till det latinska alfabetet. Hieroglyfer användes i Egypten ända in i den romerska kejsartiden på monument och tempelväggar..

### Lösningen av hieroglyfskriften
Horapollon, en grekisk språkvetare, var verksam under 300-talet e.Kr. och anses ligga bakom upptecknandet av en översättning i två böcker från ett egyptiskt förkommet original om hieroglyfer. Den undermåliga grekiskan och en del av anmärkningarna främst i den andra boken antyder, att översättningen kan vara av betydligt senare datum; några forskare har hänfört den så sent som till 1000-talet.
Genombrottet för tolkningen av de egyptiska hieroglyferna skedde år 1822 genom Jean François Champollions publicering av sin studie av de tre parallella texterna på Rosettastenen. Stenen (sedan år 1802 i British Museum) har en inskrift bestående av 14 rader hieroglyfer, 32 rader demotisk skrift och 54 rader grekiska.

### Mytologi
Hieroglyfskriften förknippades med skriftens och vishetens gud Thot som ofta avbildas med skrivarattiraljer, men även gudinnan Seshat kopplades samman med den aktuella skriften (detta är ganska självklart eftersom "sesh" på fornegyptiska betyder "att skriva") som tänktes vara en gåva från gudarna till människorna. Egyptierna själva kallade sin skrift för mdw ntr(w), "gudarnas ord".

### Hieroglyfernas princip
Hieroglyferna har direkt koppling till fornegyptiskan. Till exempel så är det fornegyptiska ordet för ansikte "hr" och ritar man då ett ansikte i en text blir dess ljudvärde naturligtvis just "hr". Men andra stavningsregler är inte lika självklara. Till exempel för att skriva "älska", "meri" på fornegyptiska, används hieroglyfen för bondens hacka. Varför? Jo, därför att "hacka" på fornegyptiska innehåller samma konsonanter (m och r) som i "meri". För att förtydliga att man inte menar "hacka" utan "älska" används så kallade determinativ, ett slags tilläggssymboler utan ljudvärde. Ett exempel är det fornegyptiska ordet "b-aleph" (skrivs med en ibis över en korg): Med en arm som determinativ betyder det "arbete", men med en sittande man som determinativ ändras ordets betydelse till "arbetare".
En liknande "förvandlingsprocess" kan förändra biliteral/triliteralens (d.v.s. 2-, eller 3- konsonantstecknens) ljudvärde, fast här är det inte determinativen utan enkonsonants-fonogrammen (biliteral och triliteral räknas också som fonogram.) som förändrar innebörden. Till exempel kan hieroglyfen för "tron" uttalas "st", "var" eller "htm". Om hieroglyfen följs av ett s måste uttalsalternativen "var" och "htm" uteslutas, på samma sätt som "st" och "htm" uteslutas när hieroglyfen följs av v, a eller r. Således ska varje biliteral/triliteral följas av ett, två, eller tre enkonsonants-fonogram som symboliserar ett ljud som biliteralen/triliteralen innehåller för att förtydliga innebörden. Men ibland stavas inte ordet utan ritas med ett litet streck under, respektive bredvid hieroglyfen (beroende på åt vilket håll man skriver) och utläses då som det som bilden föreställer, istället för dess ljudvärde. Men detta innebär oftast ingen skillnad i fornegyptiskan, eftersom hieroglyfen oftast har samma ljudvärde som saken den föreställer. Till sist finns det också ideogrammen (eller logogrammen) som till skillnad från fonogrammen symboliserar ett helt ord. Ideogrammen används ofta som determinativ. Det finns även demotiska (eller demotisk skrift), hieratisk skrift (eller hieratiska) och kursiva hieroglyfer. 

#### Kursiva hieroglyfer
De kursiva hieroglyferna var den första av de tre förenklingarna av hieroglyfskriften och kan liknas vid våra små bokstäver. Kursiva hieroglyfer uppfanns eftersom man inte ville sitta och i detalj skriva hieroglyfer på papyrus. Likheten mellan hieroglyferna och de kursiva hieroglyferna syns mycket tydligare än till exempel likheten mellan hieroglyferna och demotiskan.

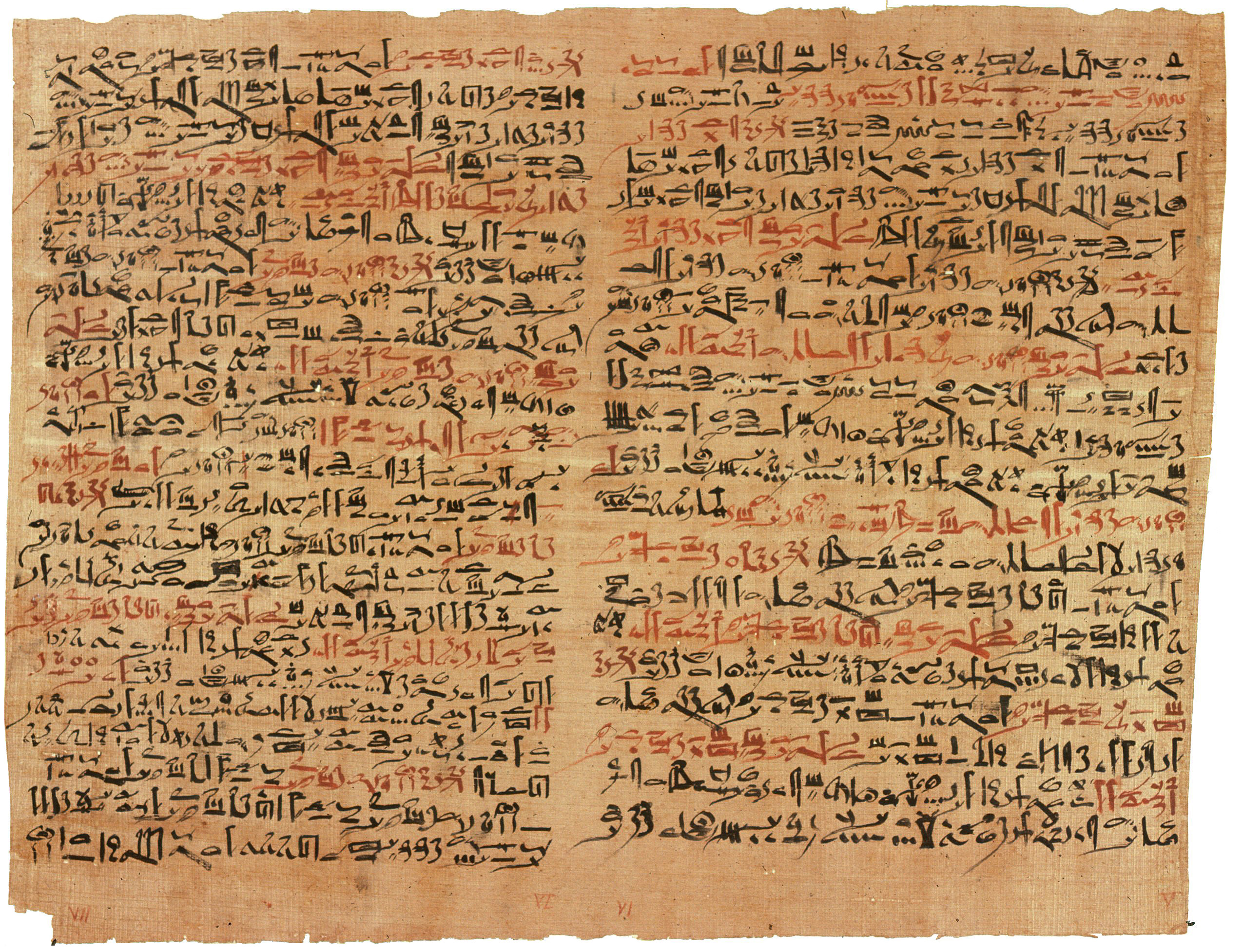
Hieratisk skrift från 1600 f.Kr.

#### Hieratisk skrift
Hieratisk skrift (eller heratiska) är en egyptisk skrift som i och för sig är avlägset släkt med hieroglyferna, men hieratiskan gick fortare att skriva och skrevs endast på papyrus till skillnad från hieroglyferna som oftast valdes till monument. Det äldsta bevarade manuskriptet med hieratisk skrift är Abusir papyri. Skriften användes i mer vardagliga sammanhang än traditionella hieroglyfer.

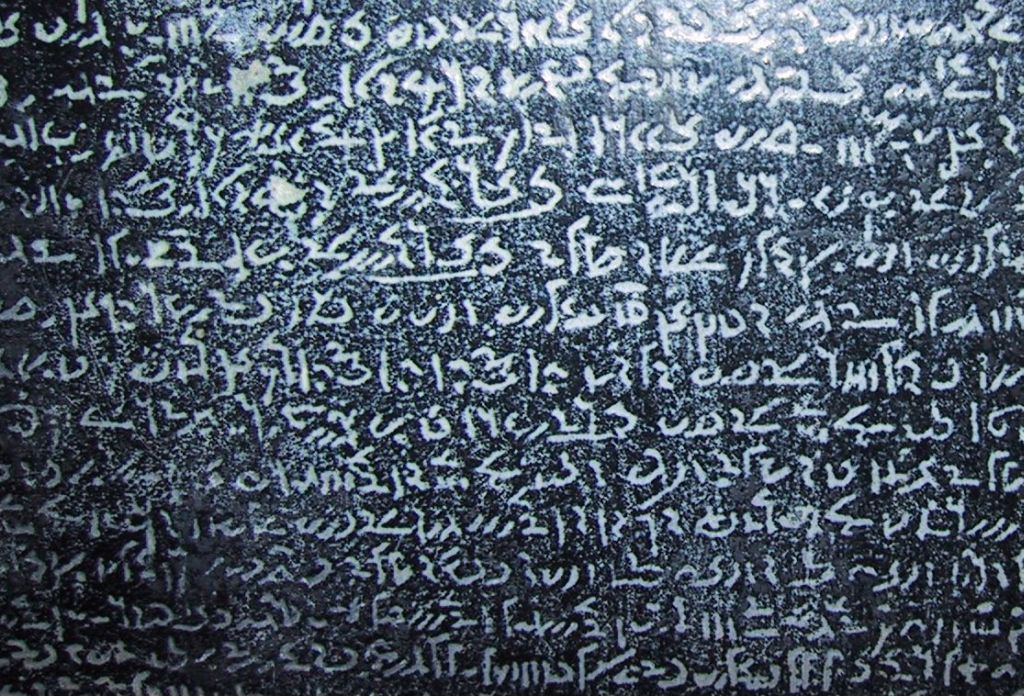
Demotisk skrift på en kopia av Rosettastenen.

#### Demotisk skrift
Demotisk skrift, eller demotiskan, kommer från grekiskans demotikós, av démos, (folk) och var en fornegyptisk "folklig skrift", i motsats till hieroglyfer och hieratisk skrift. Demotiskan är en förenkling av hieroglyferna och var en affärsskrift som oftast användes på papyrus. På egyptiska kallades skriften för sekt shat som betyder "dokuments skrift".